# Ouled Yaïch
Ouled Yaïch (în arabă اولاد يعيش) este o comună din provincia Blida, Algeria.
Populația comunei este de 87.131 locuitori (2008).